# 魯姆杜德爾峰

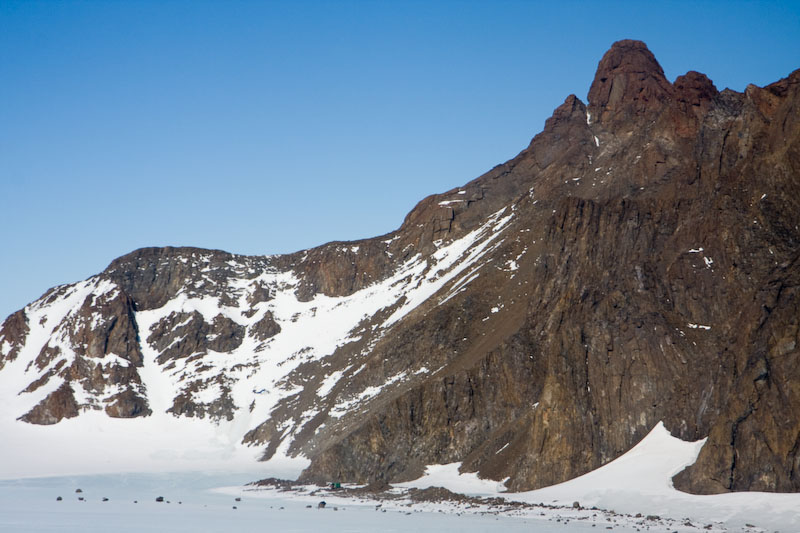

67°46′17.1″S 62°49′48.7″E / 67.771417°S 62.830194°E
魯姆杜德爾峰（英語：Rumdoodle Peak）是南極洲的山峰，位於麥克羅伯特森地，屬於弗拉姆山脈中馬遜山脈的一部分，海拔高度875米，現時由南極條約體系管理。